# Coppa del Brasile 2025 (pallavolo maschile)
La Coppa del Brasile 2025, 13ª edizione della coppa nazionale brasiliana di pallavolo maschile, si è svolta dal 29 gennaio al 16 febbraio 2025: al torneo hanno partecipato otto squadre di club brasiliane e la vittoria finale è andata per la seconda volta al Minas.

## Regolamento

### Formula
Le squadre hanno disputato quarti di finale in gara unica, accoppiate col metodo della serpentina e in casa delle quattro formazioni meglio classificate al termine del girone di andata di Superliga Série A 2024-25; le formazioni vincenti hanno poi disputato una final-4, con semifinali e finale in gara unica.

### Criteri di classifica
Se il risultato finale è stato di 3-0 o 3-1 sono stati assegnati 3 punti alla squadra vincente e 0 a quella sconfitta, se il risultato finale è stato di 3-2 sono stati assegnati 2 punti alla squadra vincente e 1 a quella sconfitta.
Per determinare la classifica dalla 5ª all'8ª posizione e dalla 3ª alla 4ª posizione, si tiene conto del numero di punti ottenuto rispettivamente dalle quattro formazioni eliminate ai quarti di finale e dalle due formazioni eliminate nelle semifinali durante la fase di qualificazione (i quarti di finale). In caso di parità, l'ordine del posizionamento in classifica è stato definito in base all'indice tecnico, i cui criteri sono:
- Punti;
- Ratio dei set vinti/persi;
- Ratio dei punti realizzati/subiti.
- Scontro diretto;
- Sorteggio[2].

In caso di walkover, la formazione qualificata al turno successivo è considerata vincitrice per 3-0 (25-0, 25-0, 25-0).

## Squadre partecipanti
| Squadra           | Qualificazione                                      |
| ----------------- | --------------------------------------------------- |
| ABCD              | 4ª al girone di andata di Superliga Série A 2024-25 |
| APAN              | 7ª al girone di andata di Superliga Série A 2024-25 |
| BVC               | 3ª al girone di andata di Superliga Série A 2024-25 |
| Minas             | 2ª al girone di andata di Superliga Série A 2024-25 |
| Norte Catarinense | 8ª al girone di andata di Superliga Série A 2024-25 |
| Sada              | 1ª al girone di andata di Superliga Série A 2024-25 |
| Sesi              | 5ª al girone di andata di Superliga Série A 2024-25 |
| Suzano            | 6ª al girone di andata di Superliga Série A 2024-25 |

## Torneo

### Tabellone
|  | Quarti di finale | Quarti di finale  | Quarti di finale |                   |   | Semifinali | Semifinali | Semifinali |  |  | Finale | Finale | Finale |  |
|  |                  |                   |                  |                   |   |            |            |            |  |  |        |        |        |  |
|  | 1                | Sada              | 2                |                   |   |            |            |            |  |  |        |        |        |  |
|  | 1                | Sada              | 2                |                   |   |            |            |            |  |  |        |        |        |  |
|  | 8                | Norte Catarinense | 3                |                   |   |            |            |            |  |  |        |        |        |  |
|  | 8                | Norte Catarinense | 3                |                   | 5 | Sesi       | 3          |            |  |  |        |        |        |  |
|  |                  |                   |                  |                   | 5 | Sesi       | 3          |            |  |  |        |        |        |  |
|  |                  |                   | 8                | Norte Catarinense | 1 |            |            |            |  |  |        |        |        |  |
|  | 4                | ABCD              | 8                | Norte Catarinense | 1 | 0          |            |            |  |  |        |        |        |  |
|  | 4                | ABCD              |                  |                   |   |            |            |            |  |  |        |        |        |  |
|  | 5                | Sesi              | 3                |                   |   |            |            |            |  |  |        |        |        |  |
|  | 5                | Sesi              | 3                |                   | 2 | Minas      | 3          |            |  |  |        |        |        |  |
|  |                  |                   |                  |                   |   |            |            |            |  |  |        |        |        |  |
|  |                  |                   | 8                | Norte Catarinense | 2 |            |            |            |  |  |        |        |        |  |
|  | 2                | Minas             | 8                | Norte Catarinense | 2 | 3          |            |            |  |  |        |        |        |  |
|  | 2                | Minas             |                  |                   |   |            |            |            |  |  |        |        |        |  |
|  | 7                | APAN              | 2                |                   |   |            |            |            |  |  |        |        |        |  |
|  | 7                | APAN              | 2                |                   | 2 | Minas      | 3          |            |  |  |        |        |        |  |
|  |                  |                   |                  |                   | 2 | Minas      | 3          |            |  |  |        |        |        |  |
|  |                  |                   | 3                | BVC               | 0 |            |            |            |  |  |        |        |        |  |
|  | 3                | BVC               | 3                | BVC               | 0 | 3          |            |            |  |  |        |        |        |  |
|  | 3                | BVC               |                  |                   |   |            |            |            |  |  |        |        |        |  |
|  | 6                | Suzano            | 2                |                   |   |            |            |            |  |  |        |        |        |  |

### Risultati

#### Quarti di finale
| 29 gennaio 2025 Ginásio Poliesportivo do Riacho, Contagem Durata: 2h:24 - Spettatori: ?  | Sada  | 2 - 3 | Norte Catarinense | 25-21, 23-25, 25-17, 22-25, 13-15 |
| 31 gennaio 2025 Ginásio Homero Santos, Uberlândia Durata: 1h:33 - Spettatori: ?          | ABCD  | 0 - 3 | Sesi              | 22-25, 19-25, 18-25               |
| 30 gennaio 2025 Arena Juscelino Kubitschek, Belo Horizonte Durata: 2h:28 - Spettatori: ? | Minas | 3 - 2 | APAN              | 25-18, 25-27, 25-23, 30-32, 15-11 |
| 30 gennaio 2025 Ginásio do Taquaral, Campinas Durata: 2h:43 - Spettatori: ?              | BVC   | 3 - 2 | Suzano            | 25-18, 25-23, 21-25, 28-30, 15-12 |

#### Semifinali
| 15 febbraio 2025 Centro Multiuso de São José, São José Durata: 2h:36 - Spettatori: ? | Norte Catarinense | 3 - 1 | Sesi | 25-17, 25-16, 20-25, 25-23 |
| 15 febbraio 2025 Centro Multiuso de São José, São José Durata: 2h:02 - Spettatori: ? | Minas             | 3 - 0 | BVC  | 25-20, 25-21, 25-22        |

#### Finale
| 16 febbraio 2025 Centro Multiuso de São José, São José Durata: 3h:14 - Spettatori: ? | Minas | 3 - 2 | Norte Catarinense | 26-28, 23-25, 25-21, 25-18, 16-14 |

## Classifica finale
| Pos | Squadre           |
| --- | ----------------- |
|     | Minas             |
| 2   | Norte Catarinense |
| 3   | Sesi              |
| 4   | BVC               |
| 5   | Sada              |
| 6   | Suzano            |
| 7   | APAN              |
| 8   | ABCD              |